# 香住町
香住町（かすみちょう）は、かつて兵庫県の北部、城崎郡に存在した町。ここでは町制前の名称である香住村（かすみむら）についても述べる。
2005年（平成17年）4月1日、周辺の美方郡美方町・村岡町と合併して美方郡香美町となったため消滅した。合併後、旧香住町域は地域自治区「香住区」となった。

## 地理
兵庫県の北部の但馬地方に位置しており、海と山に囲まれ町の中央部には矢田川が流れている。日本海に面しているため漁業が大変盛んで、香住港などで水揚げされる松葉ガニと香住ガニ（ベニズワイガニ）は珍重されている。

## 歴史
- 1889年（明治22年）4月1日 - 町村制の施行により美含郡境村・一日市村・若松村・香住村・七日市村・森村・間室村・油良村・矢田村・下浜村の区域をもって香住村が発足。
- 1896年（明治29年）4月1日 - 香住村の所属郡が城崎郡に変更。
- 1925年（大正14年）10月1日 - 香住村が町制施行して香住町となる。
- 1945年（昭和20年）8月14日 - 香住村の沖合で香住沖海戦が発生し、住民らが生存者を救助。
- 1955年（昭和30年）3月25日 - 奥佐津村・口佐津村・長井村・余部村と合併し、改めて香住町が発足。
- 2005年（平成17年）4月1日 - 美方郡村岡町・美方町と合併して美方郡香美町が発足。同日香住町も廃止となった。

## 観光地
- 余部橋梁
- 御崎灯台（日本一高いところにある灯台）
- 鎧駅（西日本旅客鉄道山陰本線の無人駅。小説やドラマの舞台にもなっている）
- 矢田川温泉
- 山陰海岸国立公園
- 大乗寺
- 岡見公園
- 今子浦
- 大引きの鼻展望台
- 香住港（2005年放送に放送されたTVアニメ『AIR』のロケ地）

## 名産品
- 鮮魚・水産加工品
- 二十世紀梨
- 地酒（香住鶴・杜氏）

## 交通

### 鉄道
- 中心となる駅：香住駅
西日本旅客鉄道（JR西日本）山陰本線: 佐津駅 - 柴山駅 - 香住駅 - 鎧駅 - 餘部駅

### バス
- 全但バス

### 道路
一般国道
- 国道178号

主要地方道
- 兵庫県道4号香住村岡線
- 兵庫県道11号香美久美浜線

一般県道
- 兵庫県道165号香住停車場線
- 兵庫県道166号鎧停車場線
- 兵庫県道256号三川下岡線

## 教育

### 小学校
- 香住町立香住小学校
- 香住町立奥佐津小学校
- 香住町立佐津小学校
- 香住町立柴山小学校
- 香住町立長井小学校
- 香住町立餘部小学校
- 香住町立餘部小学校御崎分校

### 中学校
- 香住町立香住第一中学校
- 香住町立香住第二中学校

### 高等学校
- 兵庫県立香住高等学校（普通科・漁業科・水産食品科）